# Max O’Rell

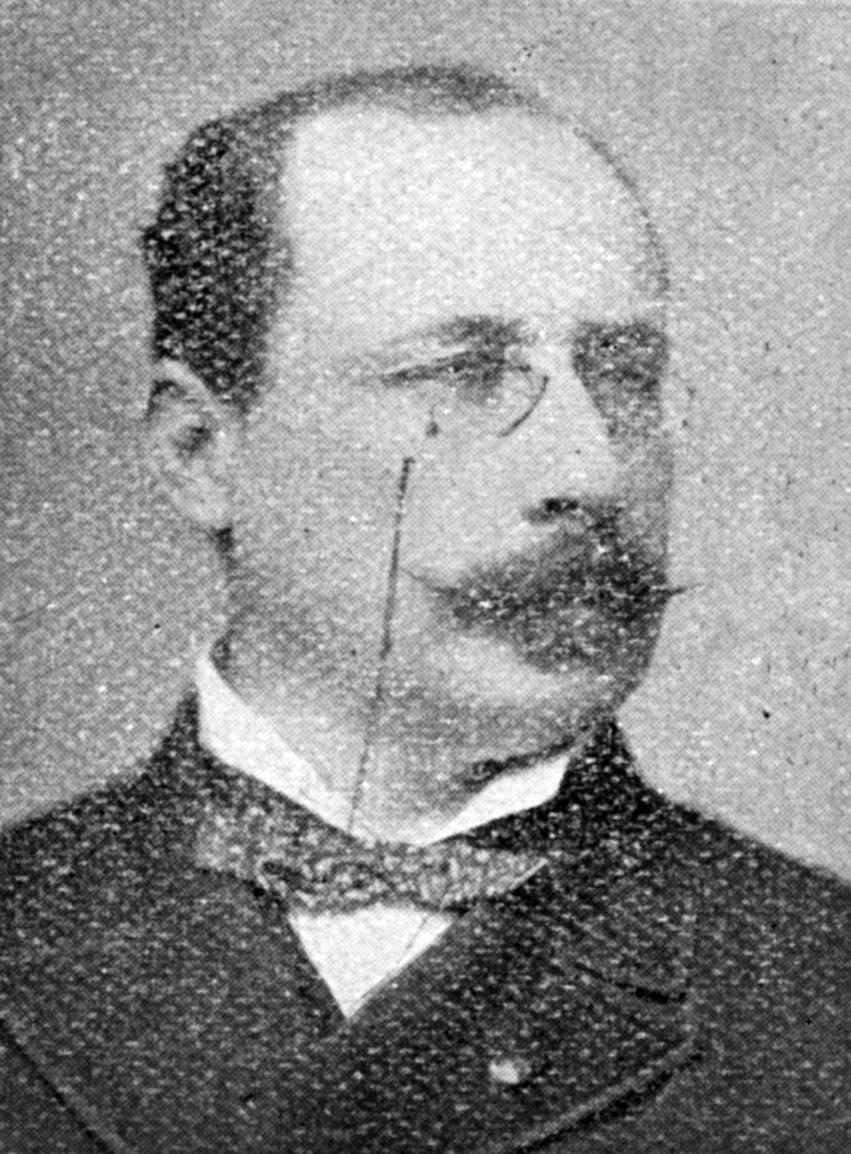
Léon Paul Blouet, Künstlername Max O’Rell, aus Who-When-What Book, 1900

Max O’Rell war der Künstlername von Léon Paul Blouet (* 2. März 1847; † 25. Mai 1903 in Paris), einem französischen Autoren und Journalisten.
Der aus der Bretagne stammende O’Rell diente im Deutsch-Französischen Krieg als Kavallerie-Offizier und wurde in Sedan gefangen genommen. Er kam jedoch rechtzeitig frei, um sich der Versailler Armee anzuschließen, welche die Pariser Kommune überwältigte. Während der Belagerung von Paris wurde er schwer verletzt.
1872 zog O’Rell nach England, wo er als Auslandskorrespondent für verschiedene französische Zeitungen arbeitete. Von 1876 bis 1884 war er als Französischlehrer an der St Paul’s School in London beschäftigt.
Der überwältigende Erfolg seines ersten Buches John Bull et son île, welches im englischen und übersetzt im französischen Sprachraum so weite Verbreitung fand, dass sein Pseudonym praktisch in ganz England und Amerika bekannt wurde, veranlasste O’Rell schließlich, die St Paul’s School zu verlassen.
Etliche weitere Bände mit ähnlichem Inhalt folgten. Ab 1874 war er mit einer Engländerin verheiratet, welche seine Bücher übersetzte. Seine hauptsächliche Betätigung zwischen den Jahren 1890 und 1900 bestand jedoch aus Vorlesungen. Max O’Rell galt als schlagfertiger und amüsanter Redner, seine zwanglose und humorvolle Art brachte ihm viele Sympathien in seinem Umfeld ein. Er hielt oft Vorträge in Großbritannien und noch häufiger in den USA.
O’Rell starb im Mai 1903 in Paris, wo er als Korrespondent für den New York Journal American arbeitete.

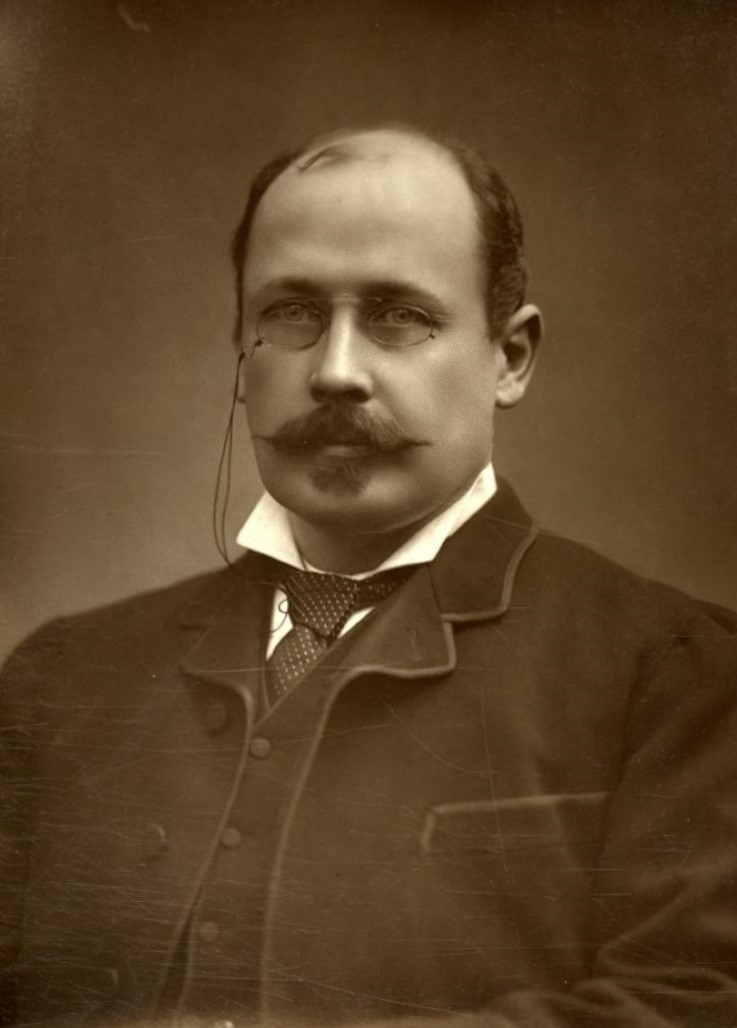
Léon Paul Blouet, Künstlername Max O'Rell, 1848–1903, französischer Schriftsteller, fotografiert von Herbert Rose Barraud.

## Werke
- John Bull And His Island
- John Bull’s Womankind (1884)
- John Bull & Co
- A Frenchman In America (1891)
- Jonathan And His Continent: Rambles Through American Society (1899)
- Woman And Artist (1900)
- Her Royal Highness Woman (1901)
- Between Ourselves: Some Of The Little Problems In Life (1902)
- Rambles In Womanland (1903)
- The Dear Neighbours!
- Drat The Boys; or, Recollections Of An Ex-Frenchmaster...

Aus dem Englischen übersetzt
- Ihre Königliche Hoheit die Frau, (Leipzig 1925)
- Bruder Jonathan und sein Land, (Stuttgart 1889)